# John Montagu Douglas Scott, VII duca di Buccleuch
John Charles Montagu Douglas Scott, VII duca di Buccleuch (Londra, 30 marzo 1864 – Selkirk, 19 ottobre 1935), è stato un nobile e politico scozzese.

## Biografia
Buccleuch nacque nel 1864 a Montagu House, Whitehall, a Londra, figlio di William Montagu Douglas Scott, VI duca di Buccleuch, e di Lady Louisa Hamilton, figlia di James Hamilton, I duca di Abercorn. John era il secondo di otto figli: il fratello maggiore, Walter Henry, conte di Dalkeith, morì accidentalmente durante una battuta di caccia nella Foresta di Achnacary, all'età di venticinque anni, e così John ereditò il titolo di conte di Dalkeith.
Lord Buccleuch ebbe inoltre una discreta carriera politica: dal 1895 al 1906 fu membro conservatore del Parlamento, per Roxburghshire, fu Deputy Lieutenant di Edimburgo, giudice di pace di Selkirk e Roxburghshire, Deputy Lieutenant per Selkirk e il Roxburghshire, Lord Luogotenente di Dumfriesshire e dal 1926 al 1935 Lord Clerk Register di Scozia.
Buccleuch morì di cancro a Bowhill, presso Selkirk, in Scozia, il 19 ottobre 1935, un mese dopo il matrimonio di sua figlia Alice con Henry, duca di Gloucester, figlio di Giorgio V del Regno Unito e della regina Mary di Teck, che sarebbe dovuto avvenire nell'Abbazia di Westminster, ma date le circostanze avvenne nella Cappella Privata di Buckingham Palace. Lord Buccleuch fu seppellito nella Buccleuch Memorial Chapel nella chiesa episcopaliana di St. Mary, a Dalkeith Palace a Midlothian, in Scozia, il 22 ottobre 1935. Come duca di Buccleuch e Queensberry gli succedette il figlio primogenito Walter Montagu Douglas Scott, VIII duca di Buccleuch.

## Matrimonio e figli
Il 30 gennaio 1893 sposò Lady Margaret Alice "Molly" Bridgeman, figlia di George Bridgeman, IV conte di Bradford, e di Lady Ida Lumley, a sua volta figlia di Richard Lumley, IX conte di Scarborough; ebbero otto figli:
- Lady Margaret Ida Montagu Douglas Scott (13 novembre 1893-17 dicembre 1976), sposò l'ammiraglio Sir Geoffrey Hawkins
- Walter Montagu Douglas Scott, VIII duca di Buccleuch (30 dicembre 1894-4 ottobre 1973), sposò Lady Rachel Douglas-Home, figlia di Charles Douglas-Home, XIII conte di Home, ed ebbero figli
- Lady Sybil Anne Montagu Douglas Scott (14 luglio 1899-1990), sposò Charles Bathurst Hele Phipps, ed ebbe discendenza
- Alice, duchessa di Gloucester (25 dicembre 1901-29 ottobre 2004), sposò Henry, duca di Gloucester, ed ebbe discendenza
- Lady Mary Teresa Montagu Douglas Scott (4 marzo 1904-1º giugno 1984), sposò David Cecil, VI marchese di Exeter
- Lady Angela Christine Rose Montagu Douglas Scott (26 dicembre 1906-28 settembre 2000), sposò il viceammiraglio Sir Peter Dawnay.
- Lord George Francis John Montagu Douglas Scott (8 luglio 1911-8 giugno 1999), sposò Mary Wina Mannin Bishop, ed ebbe discendenza.

## Ascendenza
|                                                        |                                       |                                           | Genitori                                   |  |  | Nonni |  |  | Bisnonni                                       |  |  | Trisnonni                              |  |
|                                                        |                                       |                                           |                                            |  |  |       |  |  | 8. Charles Montagu-Scott, IV duca di Buccleuch |  |  | 16. Henry Scott, III duca di Buccleuch |  |
|                                                        |                                       |                                           |                                            |  |  |       |  |  | 8. Charles Montagu-Scott, IV duca di Buccleuch |  |  | 16. Henry Scott, III duca di Buccleuch |  |
|                                                        |                                       | 17. Elizabeth Montagu                     |                                            |  |  |       |  |  | 8. Charles Montagu-Scott, IV duca di Buccleuch |  |  |                                        |  |
| 4. Walter Montagu Douglas Scott, V duca di Buccleuch   |                                       |                                           |                                            |  |  |       |  |  | 8. Charles Montagu-Scott, IV duca di Buccleuch |  |  |                                        |  |
|                                                        |                                       | 9. Harriet Katherine Townshend            | 18. Thomas Townshend, I visconte Sydney    |  |  |       |  |  |                                                |  |  |                                        |  |
|                                                        |                                       | 9. Harriet Katherine Townshend            | 18. Thomas Townshend, I visconte Sydney    |  |  |       |  |  |                                                |  |  |                                        |  |
|                                                        |                                       | 9. Harriet Katherine Townshend            | 19. Elizabeth Powys                        |  |  |       |  |  |                                                |  |  |                                        |  |
| 2. William Montagu Douglas Scott, VI duca di Buccleuch |                                       | 9. Harriet Katherine Townshend            |                                            |  |  |       |  |  |                                                |  |  |                                        |  |
|                                                        |                                       | 10. Thomas Thynne, II marchese di Bath    | 20. Thomas Thynne, I marchese di Bath      |  |  |       |  |  |                                                |  |  |                                        |  |
|                                                        |                                       | 10. Thomas Thynne, II marchese di Bath    | 20. Thomas Thynne, I marchese di Bath      |  |  |       |  |  |                                                |  |  |                                        |  |
|                                                        |                                       | 10. Thomas Thynne, II marchese di Bath    | 21. Elizabeth Bentinck                     |  |  |       |  |  |                                                |  |  |                                        |  |
| 5. Charlotte Anne Thynne                               |                                       | 10. Thomas Thynne, II marchese di Bath    |                                            |  |  |       |  |  |                                                |  |  |                                        |  |
|                                                        |                                       | 11. Isabella Elizabeth Byng               | 22. George Byng, IV visconte Torrington    |  |  |       |  |  |                                                |  |  |                                        |  |
|                                                        |                                       | 11. Isabella Elizabeth Byng               | 22. George Byng, IV visconte Torrington    |  |  |       |  |  |                                                |  |  |                                        |  |
|                                                        |                                       | 11. Isabella Elizabeth Byng               | 23. Lucy Boyle                             |  |  |       |  |  |                                                |  |  |                                        |  |
| 1. John Montagu Douglas Scott, VII duca di Buccleuch   |                                       | 11. Isabella Elizabeth Byng               |                                            |  |  |       |  |  |                                                |  |  |                                        |  |
|                                                        | 12. James Hamilton, visconte Hamilton | 24. John Hamilton, I marchese di Abercorn |                                            |  |  |       |  |  |                                                |  |  |                                        |  |
|                                                        | 12. James Hamilton, visconte Hamilton | 24. John Hamilton, I marchese di Abercorn |                                            |  |  |       |  |  |                                                |  |  |                                        |  |
|                                                        | 12. James Hamilton, visconte Hamilton | 25. Catherine Copley                      |                                            |  |  |       |  |  |                                                |  |  |                                        |  |
| 6. James Hamilton, I duca di Abercorn                  | 12. James Hamilton, visconte Hamilton |                                           |                                            |  |  |       |  |  |                                                |  |  |                                        |  |
|                                                        |                                       | 13. Harriet Douglas                       | 26. John Douglas                           |  |  |       |  |  |                                                |  |  |                                        |  |
|                                                        |                                       | 13. Harriet Douglas                       | 26. John Douglas                           |  |  |       |  |  |                                                |  |  |                                        |  |
|                                                        |                                       | 13. Harriet Douglas                       | 27. Frances Lascelles                      |  |  |       |  |  |                                                |  |  |                                        |  |
| 3. Louisa Hamilton                                     |                                       | 13. Harriet Douglas                       |                                            |  |  |       |  |  |                                                |  |  |                                        |  |
|                                                        |                                       | 14. John Russell, VI duca di Bedford      | 28. Francis Russell, marchese di Tavistock |  |  |       |  |  |                                                |  |  |                                        |  |
|                                                        |                                       | 14. John Russell, VI duca di Bedford      | 28. Francis Russell, marchese di Tavistock |  |  |       |  |  |                                                |  |  |                                        |  |
|                                                        |                                       | 14. John Russell, VI duca di Bedford      | 29. Elizabeth van Keppel                   |  |  |       |  |  |                                                |  |  |                                        |  |
| 7. Louisa Jane Russell                                 |                                       | 14. John Russell, VI duca di Bedford      |                                            |  |  |       |  |  |                                                |  |  |                                        |  |
|                                                        |                                       | 15. Georgiana Gordon                      | 30. Alexander Gordon, IV duca di Gordon    |  |  |       |  |  |                                                |  |  |                                        |  |
|                                                        |                                       | 15. Georgiana Gordon                      | 30. Alexander Gordon, IV duca di Gordon    |  |  |       |  |  |                                                |  |  |                                        |  |
|                                                        |                                       | 15. Georgiana Gordon                      | 31. Jane Maxwell                           |  |  |       |  |  |                                                |  |  |                                        |  |
|                                                        |                                       | 15. Georgiana Gordon                      |                                            |  |  |       |  |  |                                                |  |  |                                        |  |